# Andrabia kashmirensis
Andrabia kashmirensis är en insektsart som beskrevs av M. Firoz Ahmed 1970. Andrabia kashmirensis ingår i släktet Andrabia och familjen dvärgstritar.
Artens utbredningsområde är Pakistan. Inga underarter finns listade i Catalogue of Life.